# Luís de Freitas Vale
Luís de Freitas Vale, primeiro e único Barão de Ibirocay, (Alegrete, 18 de agosto de 1855 — 20 de julho de 1919) foi um político e jornalista brasileiro.
Neto de Luís Inácio Jacques e filho de Manuel de Freitas Vale. Foi fundador da Gazeta de Alegrete, em 1882, o jornal mais antigo ainda em circulação no Rio Grande do Sul.
Foi presidente da Associação Comercial do Rio de Janeiro, presidente do "Club dos Diários" e corretor de fundos na Côrte do Império.
Quando do movimento abolicionista, usou de seu prestígio no município de Alegrete para conseguir libertar a maioria absoluta dos escravos do município. Por este motivo, foi agraciado com o título de barão de Ibirocaí em 1888.
Foi casado com Noêmia Geraldina de Sá (ou Noemi de Miranda Sá), e tiveram 14 filhos.